# Le Pallet

Le Pallet este o comună în departamentul Loire-Atlantique, Franța. În 2009 avea o populație de 2,870 de locuitori.

## Personalități născute aici
- Petru Abelard (1079 - 1142), filozof, teolog scolastic.